# 10244 Thüringer Wald
10244 Thüringer Wald eller 4668 P-L är en asteroid i huvudbältet som upptäcktes den 26 september 1960 av den nederländsk-amerikanske astronomen Tom Gehrels och det nederländska astronomparet Ingrid van Houten-Groeneveld och Cornelis Johannes van Houten vid Palomarobservatoriet. Den är uppkallad efter bergskedjan Thüringer Wald.
Asteroiden har en diameter på ungefär 3 kilometer.